# زين العابدين الكلبايكاني
الشيخ زين العابدين الجرفادقاني الگلپايگاني (1218 هـ - 1289 هـ). هو رجل دين ومُفسّر شيعي إيراني يُسمّى الگلپايگاني نسبة إلى مدينة گلپايگان التي كانت فيها ولادته ونشأته. وقد هاجر في فترة لاحقة إلى أصفهان لدراسة العلوم الإسلامية (الحوزوية) وأخذ عن محمد تقي صاحب حاشية المعالم، ثم ارتحل إلى كربلاء وأخذ عن شريف العلماء وصاحب الفصول، ثم سافر في فترة لاحقة إلى النجف وأخذ الفقه عن علي بن جعفر وصاحب الجواهر، ثم عاد إلى بلده گلپايگان ورأس وتصدر للتدريس والشؤون الدينية المختلفة.

## مؤلفاته
| - شرح درة بحر العلوم. - صلاة المسافر. - صلاة الجماعة والجمعة. - التحقيق في شرح أسماء الله الحسنى. | - روح البيان الإيمان. بالفارسية. - النكاح والمتاجر. - الأنوار القدسية في الفضائل الأحمدية. - تفسير آية إن الله وملائكته يصلون علي النبي. |

### كتب
- أعيان الشيعة. محسن الأمين، طبع بيروت - لبنان، تاريخ الطبع مفقود، منشورات دار التعارف.
- معجم المؤلفين. عمر كحالة، طبع بيروت - لبنان، تاريخ الطبع مفقود، منشورات إحياء التراث العربي.

### إشارات مرجعية
1. 1 2 3 4 5 6 7 8 9 10 11 12 13 14  
الأمين، محسن. أعيان الشيعة - ج6. ص. 395. مؤرشف من الأصل في 2019-12-11.
2. 1 2 3 4 5 6 7 8 9 10  
كحالة، عمر. معجم المؤلفين - ج4. ص. 102. مؤرشف من الأصل في 2019-12-15.